# Ithaa

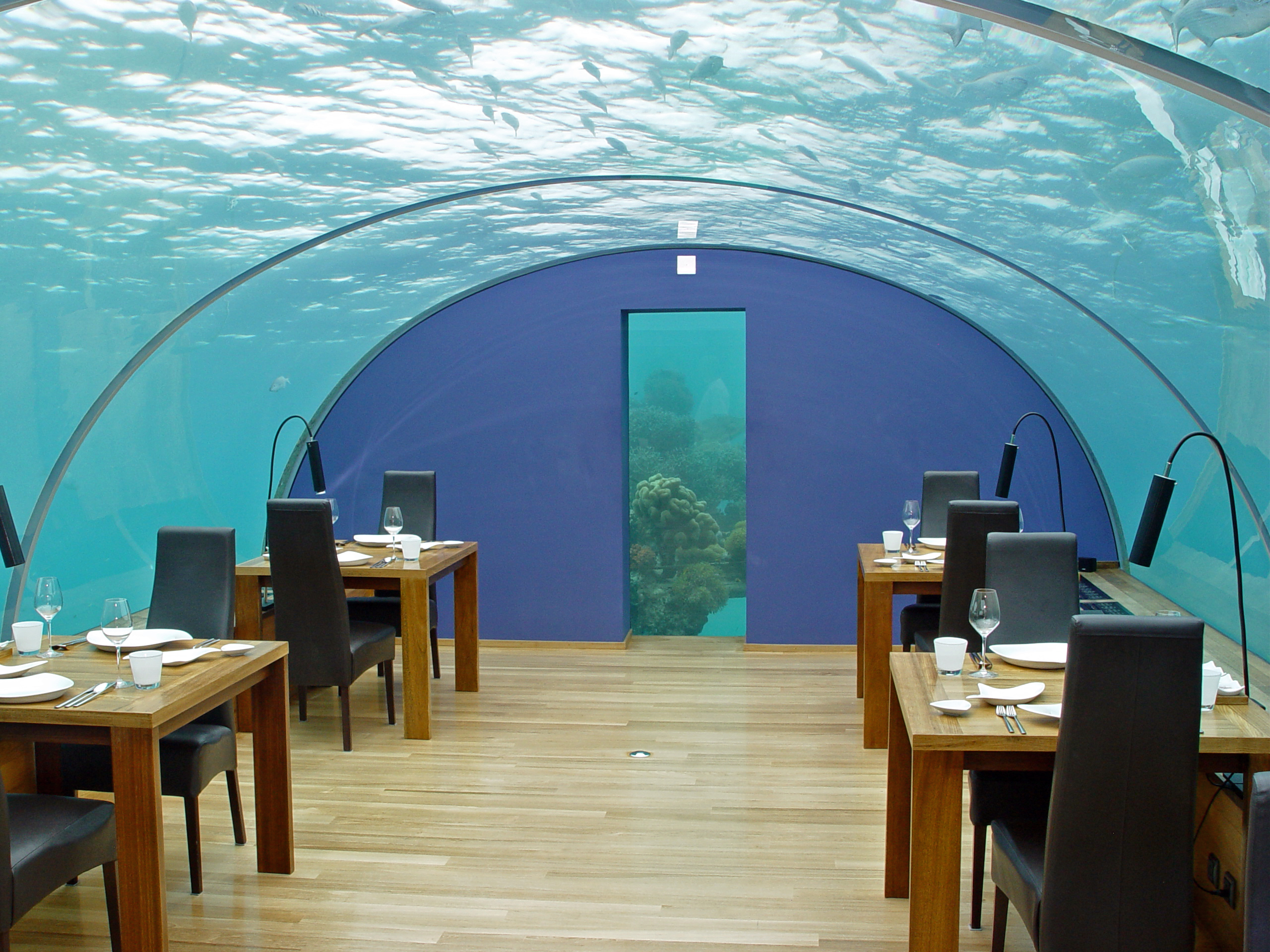
Ithaa

Ithaa (Dhivehi für ‚Perlmutter‘) ist ein Restaurant des Conrad (Hilton) Resorts auf Conrad Maldives Rangali Island im Alif Dhaal Atoll in der Republik Malediven, das sich in einer Tiefe von 5 Metern (16 Fuß) unter der Wasseroberfläche des Indischen Ozeans befindet. Durch die Verglasung der kompletten oberen Hälfte bietet sich dem Besucher ein Panoramablick von 180°.
Es ist ein typisches Beispiel einer Unterwasserstation, die über einen Korridor erreichbar ist. Dadurch herrscht innerhalb der Anlage der gleiche Druck wie an der Wasseroberfläche, Besucher sind also keinem Druckunterschied ausgesetzt.

## Konstruktion

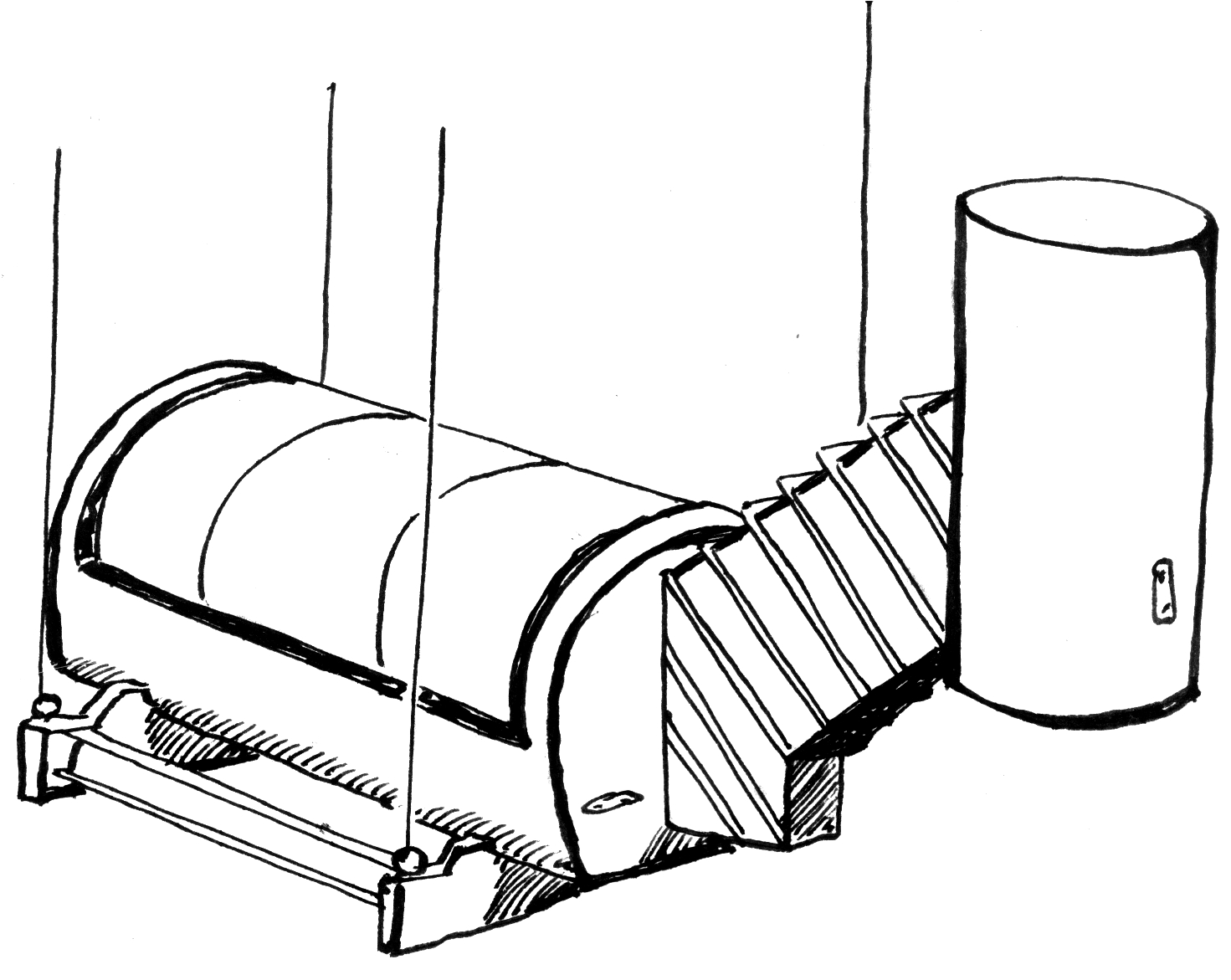
Skizze des Unterwasser-Restaurants Ithaa

Die Firma M.J. Murphy Ltd. aus Neuseeland begann die Planung der Anlage im März 2004 und man entschied sich kurz darauf dafür, sie komplett in Singapur fertigen zu lassen. Die Konstruktion sah einen 5 Meter breiten Bogen aus Acrylglas vor, wie er schon vorher im National Science Centre Aquarium in Kuala Lumpur um Einsatz gekommen war.
Obwohl sich der Standort innerhalb einer geschützten Lagune befindet, wurden bei der Planung Widrigkeiten wie Gezeitenhub, Wellengang, Druckänderungen während des Absenkens, sowie Veränderungen des Wasserspiegels durch Klimaerwärmung mit einkalkuliert.
Zwischen Juli und Oktober 2004 wurde in Singapur die Stahlkonstruktion gefertigt und gestrichen, Betongewichte hinzugefügt, die Acrylbögen angebracht und mit Silikon abgedichtet, sowie Leitungen für Klimatisierung und Strom hinzugefügt, während auf Rangali Island vier Stahlrohre in den Meeresgrund getrieben wurden. Nach dem 16-tägigen Transport der 175 Tonnen schweren Konstruktion auf die Malediven begann das Absenken am 19. November 2004. Dazu luden 50 Helfer zusätzlich 85 Tonnen mit Sand gefüllte Säcke in das Restaurant. Nach dem Positionieren auf den Stahlrohren, wurden diese mit Beton gefüllt. Die Eröffnung fand am 15. April 2005 statt.
Auf ihrer letztendlichen Position 8 Meter über dem Meeresboden befindet sich die höchste Stelle der Anlage bei Ebbe in 1 Meter und bei Flut in 2 Meter Tiefe. Sie ist 9 Meter lang und 5 Meter breit. Ithaa ist über einen Steg erreichbar, auf dessen Ende ein Pavillon den Treppenzugang beherbergt. Die Produktion kostete 5 Millionen $ (US).

## Erdbeben am 26. Dezember 2004
Für Aufregung sorgte das Erdbeben im Indischen Ozean und der folgende Tsunami. Obwohl die Konstruktion die Welle problemlos überstehen würde, bestand Gefahr, dass das Wasser über das Niveau des Eingangs steigen, in die Anlage fließen und sie somit überfluten würde. In dem Falle hätte der Ballast aus trockenem Sand entfernt werden müssen, was wiederum zu Problemen an den Stahlrohren durch den großen Auftrieb geführt hätte. Das Wasser erreichte seinen höchsten Stand jedoch 30 cm unterhalb des Eingangs, so dass der Innenbereich und der Sandballast trocken blieb.

## Gastronomie-Konzept
Ithaa beherbergt ein Restaurant der Oberklasse für 14 Personen. Nicht zuletzt die außergewöhnliche Form der Anlage ermöglichte eine Vermarktung zu entsprechenden Preisen. So wurde 2014 neben einem Cocktail-Empfang vormittags auch ein Mittagessen mit Viergang-Menü zum Preis von 195 US$ sowie ein Abendessen mit Sechsgang-Menü zum Preis von 320 US$ pro Person angeboten. Besucher sind angewiesen, barfuß zu erscheinen. Aufgrund der hohen Sonneneinstrahlung wird Gästen das Tragen von Sonnenbrillen empfohlen, die im Restaurant auch ausgeliehen werden können.
Zum fünften Jahresjubiläum war es Hotelgästen im April 2010 möglich, Ithaa für eine Übernachtung zu mieten.

## Auszeichnungen
2014 wurde Ithaa von den New York Daily News zum schönsten Restaurant der Welt gewählt.